# Lahlef
Lahlef est une commune de la wilaya de Relizane en Algérie.